# Luigi D'Avino
Luigi D’Avino (Nápoles, 8 de diciembre de 2005) es un futbolista italiano que juega como defensa central. Su equipo actual es el Giugliano Calcio 1928 de la Serie C de Italia, donde se encuentra cedido por la S. S. C. Napoli.

## Trayectoria
Se formó en el Calcio Azzurri de Torre Annunziata, para luego incorporarse a las categorías juveniles del Napoli, donde participó en competiciones como el Campeonato Primavera y la Liga Juvenil de la UEFA.
En la temporada 2024-25, D’Avino fue cedido al Gubbio de la Serie C. Durante su paso por el club umbro disputó 22 partidos oficiales, debutando como jugador profesional el 13 de octubre de 2024 contra el Legnago Salus.
Para la temporada siguiente, fue cedido en préstamo al Giugliano, también en la Serie C.

## Selección nacional
A nivel internacional, ha sido convocado a las selecciones italianas de fútbol sub-17, sub-18 y sub-19.

## Estadísticas

### Clubes
Actualizado al último partido disputado el 27 de abril de 2025.
| Club                           | Div.          | Temporada     | Liga  | Liga  | Copa  | Copa  | Internacional | Internacional | Total | Total |
| Club                           | Div.          | Temporada     | Part. | Goles | Part. | Goles | Part.         | Goles         | Part. | Goles |
| ------------------------------ | ------------- | ------------- | ----- | ----- | ----- | ----- | ------------- | ------------- | ----- | ----- |
| A. S. Gubbio 1910 · Italia     | 3.ª           | 2024-25       | 22    | 0     | 0     | 0     | —             | —             | 22    | 0     |
| Giugliano Calcio 1928 · Italia | 3.ª           | 2025-26       | —     | —     | —     | —     | —             | —             | —     | —     |
| Total carrera                  | Total carrera | Total carrera | 22    | 0     | 0     | 0     | 0             | 0             | 22    | 0     |